# Johan August Wahlberg
Johan August Wahlberg (9 de octubre de 1810 Lagklarebäck, Suecia - 6 de marzo de 1856 lago Ngami, Protectorado de Bechuanalandia) fue un naturalista, botánico y explorador sueco.
En 1829, Wahlberg comenzó estudiando química en la Universidad de Upsala, y más tarde forestales, agronomía y Ciencias naturales, graduándose del Instituto de Forestales en 1834.
En 1832 se unió al profesor Carl Henrik Boheman, famoso entomólogo, en una expedición de recolección de especímenes a Noruega. De 1833 a 1834 viaja por Suecia y Alemania en proyectos de investigación forestal. Se une a la Oficina de Supervisión de Tierras, y oposita y gana un puesto de ingeniero en 1836, pasando a ser instructor en el Colegio de Land Survey.
Viajó por el sur de África entre 1838 y 1856, enviando miles de especímenes de historia natural hacia Suecia. Estaba explorando la zona del río Limpopo, cuando fue atacado y muerto por un elefante herido.
Antes de que su deceso se conociera en Suecia, el 8 de octubre de 1856 fue elegido miembro de la Real Academia de las Ciencias de Suecia, ya que las nuevas de su muerte no habían llegado a Estocolmo en ese momento. Por tanto, es el único miembro de esa academia que fue elegido postmortem.

## Honores

### Epónimos
- Aquila wahlbergi Sundevall 1851
- Prodotiscus regulus Sundevall 1850
- Phalacrocorax neglectus
- Epomophorus wahlbergi
- y el árbol Entada wahlbergi
- Dupatya wahlbergii Kuntze 1891
- Eriocaulon wahlbergii Wikstr. ex Körn. 1901
- Entadopsis wahlbergii (Harv.) Pedro 1955

## Obra
- Con Wallengren, HDJ. Kafferlandets Dag-fjärilar, insamlade åren 1838--1845. Lepidoptera Rhopalocera, in Terra Caffrorum. Annis 1838-1845. K. svenska VetenskAkad. Handl. 2(4): 5--55.(1857). [en sueco]
- con Wallengren, HDJ. 1864. Heterocera-Fjärilar, samlade i Kafferlandet. K. svenska VetenskAkad. Handl. 5(4): 1-83.(1865) [en sueco][1]

El Coleoptera sudafricano Wahlberg fue descripto por Carl Henrik Boheman y O.J. Fahraeus-
- Boheman, C.H. 1851. Insecta Caffrariae annis 1838-1845 a J.A. Wahlberg collecta. Coleoptera. Holmiae : Fritze & Norstedt Vol. 1 8 + 625 pp.[2]
- Fahraeus, O.J. en Boheman, C.H. 1851. Insecta Caffrariae annis 1838-1845 a J.A. Wahlberg collecta. Coleoptera. Holmiae : Fritze & Norstedt Vol. 1 pp. 299-625

- La abreviatura «J.Wahlb.» se emplea para indicar a Johan August Wahlberg como autoridad en la descripción y clasificación científica de los vegetales.[3]